# Oxylamia ochreostictica
Oxylamia ochreostictica är en skalbaggsart som först beskrevs av Stefan von Breuning 1940.  Oxylamia ochreostictica ingår i släktet Oxylamia och familjen långhorningar. Inga underarter finns listade i Catalogue of Life.